# Roberto Masciarelli
Roberto Aníbal Masciarelli Comand (* 14. Februar 1962 in Buenos Aires) ist ein ehemaliger argentinischer Fußballspieler, der vorwiegend im Mittelfeld agierte.

## Laufbahn
Masciarelli begann seine Profikarriere bei seinem „Heimatverein“ Club Atlético Atlanta, für den er 26 Einsätze (kein Tor) bestritt.
1982 wechselte er in die erste mexikanische Liga zu Atlas Guadalajara und wiederum ein Jahr später zum gerade in die zweite spanische Liga abgestiegenen UD Las Palmas, bei dem er in der Saison 1983/84 insgesamt 29 Einsätze absolvierte und vier Tore erzielte.
Unmittelbar nach der Saison 1983/84, die der Absteiger auf einem enttäuschenden elften Platz beendete, kehrte Masciarelli zum Club Atlas zurück, bei dem er in dieser zweiten Etappe bis 1988 unter Vertrag stand.
Anschließend wechselte er zum Deportivo Toluca FC, mit dem er in der Saison 1988/89 den mexikanischen Pokalwettbewerb gewann. 1990 kehrte er nach Guadalajara zurück und wurde mit dem Club Universidad de Guadalajara in der Saison 1990/91 noch einmal Pokalsieger.

## Erfolge
- Mexikanischer Pokalsieger: 1989, 1991